# Horst Robbers
Horst Robbers (* 26. April 1918 in Wilhelmshaven; † 30. April 2010 ebenda) war ein deutscher Sanitätsoffizier. Im Marinesanitätsdienst war er zuletzt Admiralarzt.

## Leben
Robbers, Sohn eines Oberrechnungsführers, trat 1937 als Offizieranwärter in die Kriegsmarine und diente auf Minensuch- und Räumbooten. 1943 nahm er an der Ausbildung an der Marineschule Mürwik teil. 1945 geriet er in sowjetische Kriegsgefangenschaft, aus der er bereits im August desselben Jahres entlassen wurde. Anschließend begann er ein an der Georg-August-Universität Göttingen ein Medizinstudium, das er 1952 mit der ärztlichen Approbation und der Promotion zum Dr. med. abschloss. Seine erste Stellung trat er bei den Städtischen Kliniken in Wilhelmshaven an, wo er zum Facharzt für Innere Medizin ausgebildet wurde.
Robbers trat 1957 als Oberstabsarzt in die im Aufbau befindliche Bundesmarine ein und wurde Stützpunktarzt im Marinestützpunkt Heppenser Groden. 1958 wurde er leitender Arzt bei der Freiwilligenannahmezentrale der Marine in Wilhelmshaven, wo er maßgeblich an der Entwicklung der Tauglichkeitsgrade für den Dienst in der Marine mitwirkte. 
1962 wurde Robbers Leitender Sanitätsoffizier beim Marineabschnittskommando Nordsee und 1967 Kommandoarzt beim Marineamt. Admiral des Marinesanitätsdienstes und Inspizient des Marinesanitätsdienstes war er von 1972/1973. Mit der Auflösung der Inspektion wurde er Leiter der neu im Marineamt eingerichteten Abteilung III Marinesanitätsdienste und war zugleich Admiralarzt der Marine. Er blieb in dieser Position bis September 1978. Den anschließenden Ruhestand verlebte er in Wilhelmshaven.
Er war verheiratet und hatte vier Söhne.

## Auszeichnungen
- Kriegsabzeichen für Minensuch-, U-Boot-Jagd- und Sicherungsverbände (1940)
- Eisernes Kreuz 1. Klasse (1941)
- Marine-Frontspange in Bronze (1945)
- Bundesverdienstkreuz am Bande